# Bambú (pel·lícula)
Bambú és una comèdia històrica espanyola de 1945 dirigida per José Luis Sáenz de Heredia i protagonitzada per Imperio Argentina. Es tracta d'un triangle amorós ambientat durant la guerra hispano-estatunidenca de 1898.

## Repartiment
- Gabriel Algara
- Manuel Arbó
- Imperio Argentina
- Fernando Fernán Gómez
- Fernando Fernández de Córdoba
- Félix Fernandez
- Emilio García Ruiz
- José María Lado
- Julia Lajos
- Mary Lamar
- Sara Montiel
- Nicolás D. Perchicot
- Luis Peña
- Alberto Romea
- María Vicent

## Premis
Medalles del Cercle d'Escriptors Cinematogràfics
| Any  | Categoria              | Pel·lícula      | Resultat  |
| ---- | ---------------------- | --------------- | --------- |
| 1945 | Millor actor secundari | José María Lado | Guanyador |

Premis del Sindicat Nacional de l'Espectacle de 1945 (2n lloc)